# Троешипые
Троешипые, или троешиповые (лат. Triacanthidae), — семейство лучепёрых рыб отряда иглобрюхообразных. Представители семейства распространены в Индо-Тихоокеанской области. Обитают на континентальном шельфе на глубине от 0 до 60 м. Максимальная длина тела представителей разных видов варьирует от 15 до 30 см.

## Описание
Тело умеренно удлиненное, сильно сжато с боков; покрыто толстой кожей с многочисленными чешуйками, которые плохо видны невооруженным глазом. На каждой чешуйке имеются вертикальные шипы, что придаёт чешуйному покрову шероховатость. Жаберные отверстия представляют собой короткую вертикальную щель перед основанием грудного плавника. Рот конечный, маленький. На обеих челюстях зубы расположены в два ряда. Внешний ряд с 10 крепкими резцевидными зубами; во внутреннем ряду несколько коренных зубов, обычно на верхней челюсти 4 зуба, а на нижней — два. Два спинных плавника разделены заметным промежутком. В первом спинном плавнике 6 колючих лучей, но обычно видны только пять лучей, а шестой луч — рудиментарный. Во втором спинном плавнике 20—26 мягких лучей. В анальном плавнике 13—22 мягких лучей. В брюшных плавниках один крупный жёсткий луч, мягкие лучи не видны. Хвостовой плавник сильно раздвоенный. Хвостовой стебель узкий, сужается к основанию хвостового плавника, где его ширина превышает высоту. Боковая линия незаметна. Общая окраска тела серебристая, верхняя часть тусклая. Тело покрыто или нет тёмными пятнами.

## Биология
Морские бентопелагические рыбы. Обитают над ровными участками с песчаными или покрытыми водной растительностью грунтами. Питаются донными беспозвоночными.

## Классификация
В составе семейства выделяют 4 рода с 7 видами:
- Pseudotriacanthus  Fraser-Brunner, 1941 — Лжетроешипы
- Triacanthus  Oken, 1817 — Троешипы
- Tripodichthys  Tyler, 1968 — Триподихты
- Trixiphichthys  Fraser-Brunner, 1941 — Триксификты